# Municípios da Noruega

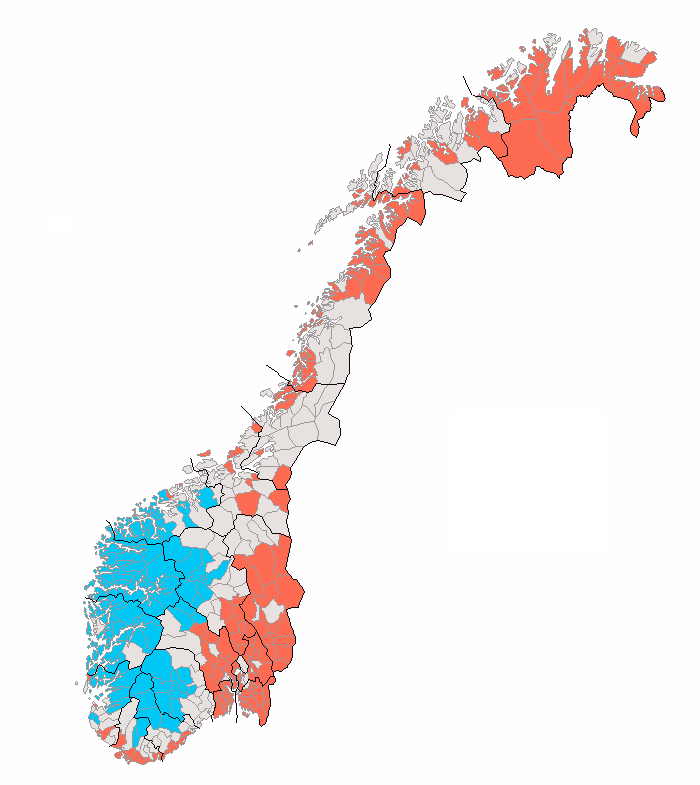
Mapa da Noruega mostrando as comunas onde se usa Bokmål e Nynorsk
Bokmål
Nynorsk
Neutra

A Noruega está dividida em 357 municípios (norueguês: kommune, pl. kommuner) (2024). A ilha de Jan Mayen e o arquipélago ártico de Svalbard são territórios especiais, sem organização municipal.

## Agrupamento dos municípios
As comunas norueguesas (também chamadas primärkommuner) estão por sua vez agrupadas em 15 condados (fylke) correspondentes a 15 regiões político-administrativas (fylkeskommun). Oslo tem um estatuto excecional, sendo simultaneamente uma comuna (kommune) e um condado (fylke).

## Línguas nos municípios
A Noruega utiliza oficialmente duas formas de escrita (målform, pl. målformer) do norueguês: o bokmål e o nynorsk. Entre as comunas, a maioria utiliza o bokmål, uma minoria o nynorsk e uma parte significativa é neutra nesta questão.

## Responsabilidades dos municípios
Entre as responsabilidades das comunas, estão a saúde, os serviços sociais, os serviços para idosos e para os desempregados, os jardins-de-infância e as escolas básicas e secundárias, as estradas locais, a água, os esgotos e a gestão de resíduos, as bibliotecas, o desenvolvimento empresarial e o turismo

## Organização dos municípios
A maior parte das comunas da Noruega são governadas segundo o "modelo presidencial" (formannskapsmodellen), havendo todavia algumas comunas regidas pelo "modelo parlamentar" (parlamentarisk modell), como é o caso de Oslo, Bergen e Trondheim.
No "modelo presidencial" (formannskapsmodellen), o poder legislativo é exercido por uma "assembleia municipal" (kommunestyre), cujos membros são eleitos por sufrágio direto e universal para um mandato de 4 anos. Essa assembleia municipal é o orgão deliberante e legislativo da comuna, com um número de deputados refletindo a dimensão do município – em geral entre 11 e 43. O poder executivo é exercido por um "conselho executivo" (formannskap), composto por pelo menos 5 deputados, e eleito pela "assembleia municipal".
No  "modelo parlamentar" (parlamentarisk modell), o poder legislativo é exercido por uma "assembleia municipal" (bystyre), cujos membros são eleitos por sufrágio direto e universal para um mandato de 4 anos. Essa assembleia municipal é o orgão deliberante e legislativo da comuna, com um número de deputados refletindo a dimensão do município – em geral entre 11 e 43. O poder executivo é exercido por um "conselho executivo" (byråd) que reflete a maioria existente na "assembleia municipal" e é liderado por um byrådsleder que dirige os trabalhos e nomeia os membros desse "conselho executivo".
Nos dois modelos, o prefeito (pt: presidente da câmara) (ordfører) é eleito pela "assembleia municipal", e é o mais alto dirigente político do município, responsável pela liderança dos trabalhos da "assembleia municipal" e do "conselho executivo", assim como pela representação legal do município.

## Os 10 municípios com maior área
O município de Kautokeino, no condado de Finnmark, é o município com maior área do país.
| Nr. | Comuna       | Área (km²) |
| --- | ------------ | ---------- |
| 1   | Kautokeino   | 8 967      |
| 2   | Karasjok     | 5 211      |
| 3   | Porsanger    | 4 641      |
| 4   | Rana         | 4 203      |
| 5   | Tana         | 3 833      |
| 6   | Alta         | 3 651      |
| 7   | Sør-Varanger | 3 459      |
| 8   | Nordreisa    | 3 334      |
| 9   | Lebesby      | 3 231      |
| 10  | Målselv      | 3 203      |

## Os 10 municípios com mais população
O município de Oslo, no condado de Oslo, é o município com maior população do país.
| Nr. | Comuna       | Habitantes |
| --- | ------------ | ---------- |
| 1   | Oslo         | 717.710    |
| 2   | Bergen       | 291.940    |
| 3   | Trondheim    | 214.565    |
| 4   | Stavanger    | 149.048    |
| 5   | Bærum        | 130.921    |
| 6   | Kristiansand | 116.986    |
| 7   | Drammen      | 104.487    |
| 8   | Asker        | 98.815     |
| 9   | Lillestrøm   | 94.201     |
| 10  | Fredrikstad  | 85.230     |